# Дзенитис, Янис Эдуардович
Я́нис Эдуа́рдович Дзе́нитис (латыш. Jānis Dzenītis; 30 августа 1929 — 30 ноября 2001) — советский государственный деятель, последний заместитель генерального прокурора СССР.

## Биография
После окончания Латвийского государственного университета в 1955 поступил на службу в прокуратуру Латвийской ССР, где занимал должности помощника прокурора района, следователя по особо важным делам и заместителя прокурора республики. В 1967 избран членом Верховного суда СССР, с 1970 по 1980 возглавлял министерство юстиции Латвийской ССР, был прокурором Латвийской ССР, а с 1989 по 1992 заместителем Генерального прокурора СССР. Избирался депутатом Верховного Совета Латвийской ССР 8-го — 11-го созывов. С 1992 по 1995 работал в прокуратуре Москвы.

## Звания и награды
За большие заслуги в деле укрепления законности и правопорядка, примерное исполнение служебного долга почётный работник прокуратуры Я. Э. Дзенитис награждён орденами Октябрьской Революции, Трудового Красного Знамени, медалями.

## Публикации
- Дзенитис Я., Юндзис Т. Разве прокурор только обвиняет? — Рига : Авотс, 1988.[2]